# Тицин (город)

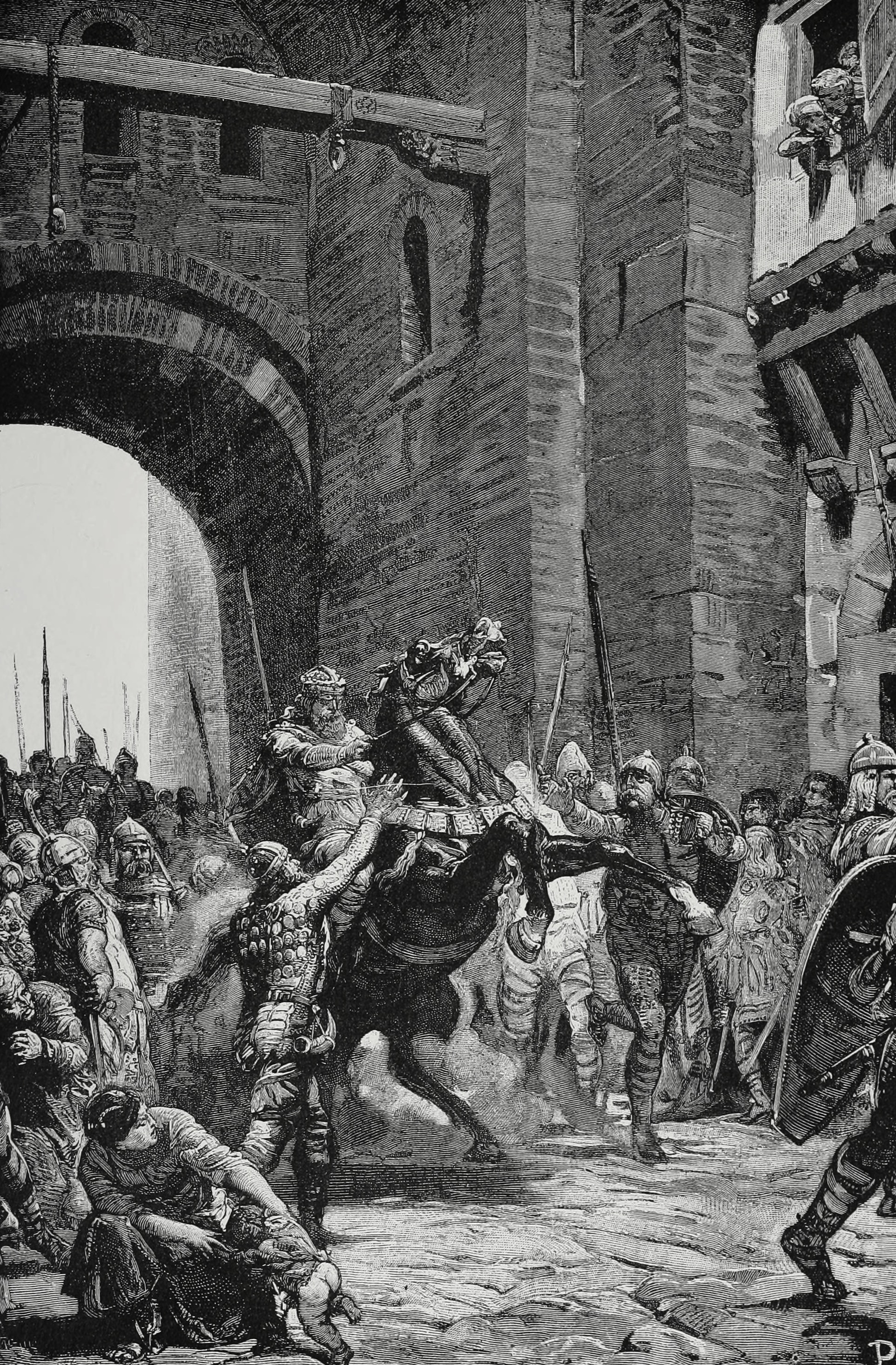
Завоевание города лангобардами (гравюра XIX века).

Тицин(ум) (лат. Ticinum) — античное название города Павия, произошедшее от реки Тицин, на левом берегу которой он возник. Стоял на главной дороге из Рима в Галлию, административно относился к Транспаданской Галлии.
По сведениям Птолемея, основан инсубрами, а по данным Плиния — лигурами. Включен в состав Римской республики в первой половине II века до н. э., став римским муниципием. Считается, что уже в I веке н.э. здесь подвизались епископы Ювенций и Сир. В IV веке в Тицине чеканили монету и выделывали луки.
После разрушения гуннами Тицин вновь расцвёл под властью остготов. Теодорих строит в городе собственный дворец, бани и амфитеатр, а также новые городские стены; сохранилась надпись Алариха II 528–529 годов о ремонте сидений в амфитеатре. 
Нарсес вернул город в состав Восточной Римской империи, но после длительной осады Тицин сдался лангобардам (572), которые сделали его столицей. То ли при Теодорихе, то ли при лангобардах стал именоваться Папия (Papia).

## Упоминания в классических трудах
- I век[2]:
  - Страбон 5, 217.
  - Ливий 21, 45.
- II век[2]: Тацит:
  - «Анналы» 3, 5.
  - «История» 2, 17. 27. 68. 88.